# Granitz
Granitz este o arie protejată (arie specială de conservare — SAC, sit de importanță comunitară — SCI) din Germania întinsă pe o suprafață de 1.226 ha, integral pe uscat.

## Localizare
Centrul sitului Granitz este situat la coordonatele 54°23′28″N 13°38′43″E / 54.3911°N 13.6453°E.

## Înființare
Situl Granitz a fost declarat sit de importanță comunitară în decembrie 1999 pentru a proteja 4 specii de animale. Situl a fost protejat și ca arie specială de conservare în august 2016.

## Biodiversitate
Situată în ecoregiunea continentală, aria protejată conține 8 habitate naturale: Vegetație anuală la limita mareei, Faleze cu vegetație de pe coastele atlantice și baltice, Lacuri eutrofice naturale cu vegetație de tip Magnopotamion sau Hydrocharition, Lacuri și iazuri distrofice naturale, Mlaștini turboase de tranziție și turbării mișcătoare, Păduri de fag Luzulo-Fagetum, Păduri de fag Asperulo-Fagetum, Mlaștini împădurite.
La baza desemnării sitului se află mai multe specii protejate:
- amfibieni (1): triton cu creastă (Triturus cristatus)
- mamifere (2): Halichoerus grypus, vidră de râu (Lutra lutra)
- nevertebrate (1): Vertigo angustior